# Eric Maxim Choupo-Moting
Eric Maxim Choupo-Moting (* 23. März 1989 in Hamburg) ist ein kamerunisch-deutscher Fußballspieler. Er ist kamerunischer Nationalspieler und steht seit Januar 2025 bei den New York Red Bulls unter Vertrag.

## Vereinskarriere

### Jugend
Choupo-Moting begann in der Jugend des FC Teutonia 05 Ottensen in Hamburg-Ottensen mit dem Fußballspielen. Im Jahre 2000 wechselte er zu Altona 93, mit dessen E-Jugend er Hamburger Pokalsieger wurde. 2003 wechselte er zum FC St. Pauli.

### Hamburger SV
2004 wechselte Choupo-Moting in das Nachwuchsleistungszentrum des Hamburger SV. In der Winterpause der Saison 2006/07 wurde er in den Kader der zweiten Mannschaft berufen. Am 5. Mai 2007 unterzeichnete Choupo-Moting einen bis 2010 laufenden Profivertrag, dieser wurde am 1. Februar 2008 vorzeitig bis zum 30. Juni 2011 verlängert. Damit gehörte er ab der Spielzeit 2007/08 der Bundesligamannschaft des HSV an. Am 1. August 2007 erzielte Choupo-Moting beim 1:0-Sieg im Testspiel gegen Juventus Turin sein erstes Tor bei den Profis. Vier Tage später, am 5. August 2007, erzielte er sein erstes Pflichtspieltor im DFB-Pokalspiel bei Holstein Kiel, das der HSV mit 5:0 gewann.
Sein Bundesliga-Debüt gab er am 11. August 2007 (1. Spieltag) beim 1:0-Sieg im Auswärtsspiel gegen Hannover 96 mit Einwechslung für Mohamed Zidan in der 69. Minute.

### 1. FC Nürnberg

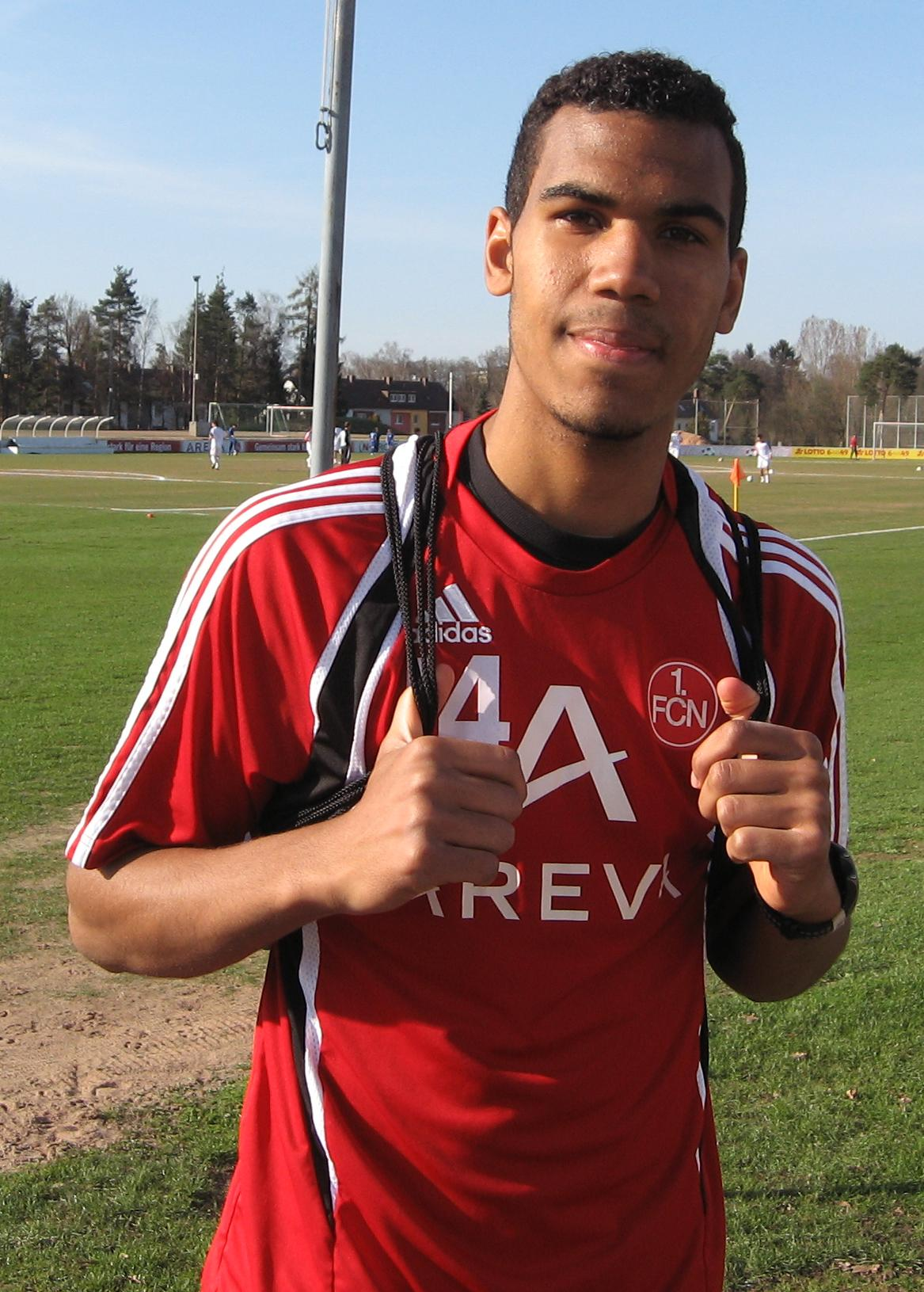
Choupo-Moting beim 1. FC Nürnberg (2010)

Ende August 2009 wurde er für ein Jahr an den 1. FC Nürnberg ausgeliehen. Am 19. September 2009 erzielte er bei seinem zweiten Einsatz bei der 1:2-Niederlage gegen den FC Bayern München sein erstes Bundesligator. In der Hinrunde spielte er in zehn Einsätzen nur zweimal über 90 Minuten. Am 23. Spieltag wurde er gegen Bayern München eingewechselt und war seitdem Stammspieler. Bis zum 25. Spieltag war es bei seinem einen Tor geblieben, dann hatte er jedoch mit zwei Treffern Anteil am Sieg gegen den bis dahin ungeschlagenen Meisterschaftskandidaten Bayer Leverkusen. Mit sechs Toren in 27 Spielen, inklusive der beiden Relegationsspiele, war er der zweiterfolgreichste Stürmer der Saison bei den Franken.

### Zurück beim HSV
Zur Saison 2010/11 kehrte er zum Hamburger SV zurück, für den er in der Hinrunde zehn Bundesliga- (zwei Tore) und zwei nationale Pokalspiele bestritt.
Zur Rückrunde der Bundesliga in der Saison 2010/11 sollte Choupo-Moting auf Leihbasis zum 1. FC Köln wechseln. Aufgrund eines technischen Defektes am Faxgerät scheiterte der Wechsel allerdings: Choupo-Motings Vater und Berater schickte den fertigen Arbeitsvertrag per Fax um 17:49 Uhr zum 1. FC Köln. Dort kam aber nur eine Seite des Vertrages an. Die Seite mit der Unterschrift Choupo-Motings erreichte den 1. FC Köln um 18:00 Uhr. Der Verein schickte den Vertrag um 18:06 Uhr an die DFL weiter, bei der er um 18:13 Uhr eintraf – 13 Minuten zu spät. Der Transfer scheiterte. Daraufhin legte der 1. FC Köln mit der Begründung, dass man für technische Probleme nichts könne, bei der DFL Beschwerde ein. Den Antrag, den Wechsel trotz Versäumnis der Frist zur Abgabe der Transferunterlagen zu genehmigen, wies die DFL am 3. Februar 2011 zurück.
Nach dem nicht zustande gekommenen Ausleihgeschäft wurde Choupo-Moting nicht mehr für die erste Mannschaft berücksichtigt und beim HSV II in der Regionalliga Nord eingesetzt. Sein zum 30. Juni 2011 auslaufender Vertrag wurde nicht verlängert.

### 1. FSV Mainz 05
Zur Saison 2011/12 wechselte Choupo-Moting ablösefrei zum Bundesligisten 1. FSV Mainz 05. Er unterschrieb einen Dreijahresvertrag bis zum 30. Juni 2014. In seiner ersten Saison für die Mainzer war er mit zehn Treffern bester Torschütze im Team. Sein zweites Jahr in Mainz verlief unglücklich. Nach einem Meniskuseinriss im linken Knie kurz nach Saisonstart und langwieriger Reha erlitt er im Frühjahr 2013 die gleiche Verletzung ein zweites Mal und kam so nur auf acht Ligaspiele. Sein Pflichtspielcomeback für die erste Mannschaft der Mainzer gab er am 3. August 2013 in der ersten Runde des DFB-Pokals im Spiel bei Fortuna Köln und erzielte kurz vor Spielende den 2:1-Endstand für Mainz 05. Dank einer sehr starken Saison 2013/14 für Mainz und der Tatsache, dass sein Vertrag zum Sommer 2014 auslief, waren Vereine wie der AS Rom oder Borussia Mönchengladbach an einer Verpflichtung Choupo-Motings interessiert.

### FC Schalke 04

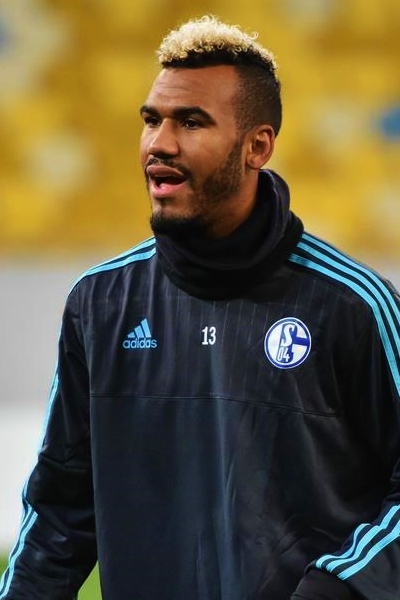
Choupo-Moting bei Schalke 04 (2016)

In der Sommerpause 2014 wechselte Choupo-Moting ablösefrei zum FC Schalke 04. Er unterschrieb dort einen bis zum 30. Juni 2017 laufenden Vertrag. Sein erstes Pflichtspiel für die Schalker machte er bei der Niederlage gegen Dynamo Dresden im DFB-Pokal. Fünf Tage später machte er sein erstes Ligaspiel am 1. Spieltag der Bundesliga 2014/15 bei einer 1:2-Niederlage gegen Hannover 96, bei der er das 1:0 vorbereitete. Am 17. September 2014 machte er sein erstes UEFA-Champions-League-Spiel beim 1:1 gegen den FC Chelsea. Bei seinem ersten Spiel gegen Mainz 05 nach seinem Wechsel bereitete er beim 4:1-Sieg zwei Treffer vor. Seinen ersten Hattrick in der Bundesliga machte er am 14. Spieltag gegen den VfB Stuttgart. Schalke gewann 4:0, dabei bereitete Choupo-Moting noch ein Tor vor. Sein zum Saisonende 2016/17 auslaufender Vertrag wurde nicht verlängert.

### Wechsel ins Ausland
Zur Saison 2017/18 wechselte Choupo-Moting in die Premier League zu Stoke City. Er kam in 30 Ligaspielen (26-mal von Beginn) zum Einsatz und erzielte 5 Tore. Stoke City stieg allerdings als Vorletzter in die EFL Championship ab.
Nachdem Choupo-Moting an den ersten fünf Zweitligaspieltagen nicht dem Kader angehört hatte, wechselte er Ende August 2018 in die französische Ligue 1 zu Paris Saint-Germain. Er erhielt einen Zweijahresvertrag und traf erneut auf den Cheftrainer Thomas Tuchel, unter dem er von 2011 bis 2014 beim 1. FSV Mainz 05 gespielt hatte. Mit PSG wurde Choupo-Moting u. a. 2-mal französischer Meister, wobei er in der Offensive hinter Neymar, Kylian Mbappé, Ángel Di María, Edinson Cavani oder Mauro Icardi Ergänzungsspieler war. Auf 22 Ligaeinsätze (8-mal von Beginn, 3 Tore) in der Saison 2018/19 folgten 9 Einsätze (5-mal von Beginn, 3 Tore) in der abgebrochenen Saison 2019/20. Beim Finalturnier der UEFA Champions League 2019/20 gelang Choupo-Moting im Viertelfinale gegen Atalanta Bergamo in der Nachspielzeit der 2:1-Siegtreffer. Im Halbfinale gegen RB Leipzig (3:0) und im Finale gegen den FC Bayern München (0:1) wurde er ebenfalls eingewechselt. Anschließend verließ Choupo-Moting den Verein mit seinem Vertragsende; über eine Verlängerung der Laufzeit war keine Einigung erzielt worden.

### FC Bayern München
Anfang Oktober 2020 kehrte Choupo-Moting in die Bundesliga zurück und unterschrieb beim FC Bayern München einen zunächst bis zum Ende der Saison 2020/21 laufenden Vertrag. Er fungierte in seiner ersten Saison hauptsächlich als „Backup“ für Stürmer Robert Lewandowski und erzielte neun Tore in 32 Pflichtspielen. Mit den Bayern gewann er die FIFA-Klub-Weltmeisterschaft 2020 und wurde 2021 erstmals Deutscher Meister. Dazu kam der DFL-Supercup-2021. In der Saison 2021/22 konnte die Deutsche Meisterschaft verteidigt werden. Choupo-Moting erzielte dabei wettbewerbsübergreifend erneut neun Tore in 26 Pflichtspielen. Dazu kam der Sieg im DFL-Supercup-2022. Nach dem Abgang von Lewandowski hat er sich in der Saison 2022/23 als Stammspieler etabliert.
Im März 2023 verlängerte er seinen auslaufenden Vertrag um ein Jahr bis zum 30. Juni 2024.
Mit seinem Tor in der Hinrunde der Bundesliga-Saison 23/24 gegen Heidenheim hatte Choupo-Moting gegen alle Bundesligaklubs, die sich in jener Saison in der ersten Liga befanden, mindestens ein Tor erzielt. Manche der Tore hatte er jedoch in vorherigen Spielzeiten bei anderen Teams erzielt. Am 12. Mai 2024, vor dem Anpfiff des letzten Heimspiels gegen den VfL Wolfsburg, wurde er gemeinsam mit Bouna Sarr von den Bayern verabschiedet.

### New York Red Bulls
Zum 1. Januar 2025 schloss sich Choupo-Moting den New York Red Bulls aus der Major League Soccer an. Er unterschrieb einen Vertrag bis zum 31. Dezember 2026 mit der Option auf ein weiteres Jahr und trifft auf den deutschen Cheftrainer Sandro Schwarz.

## Nationalmannschaft

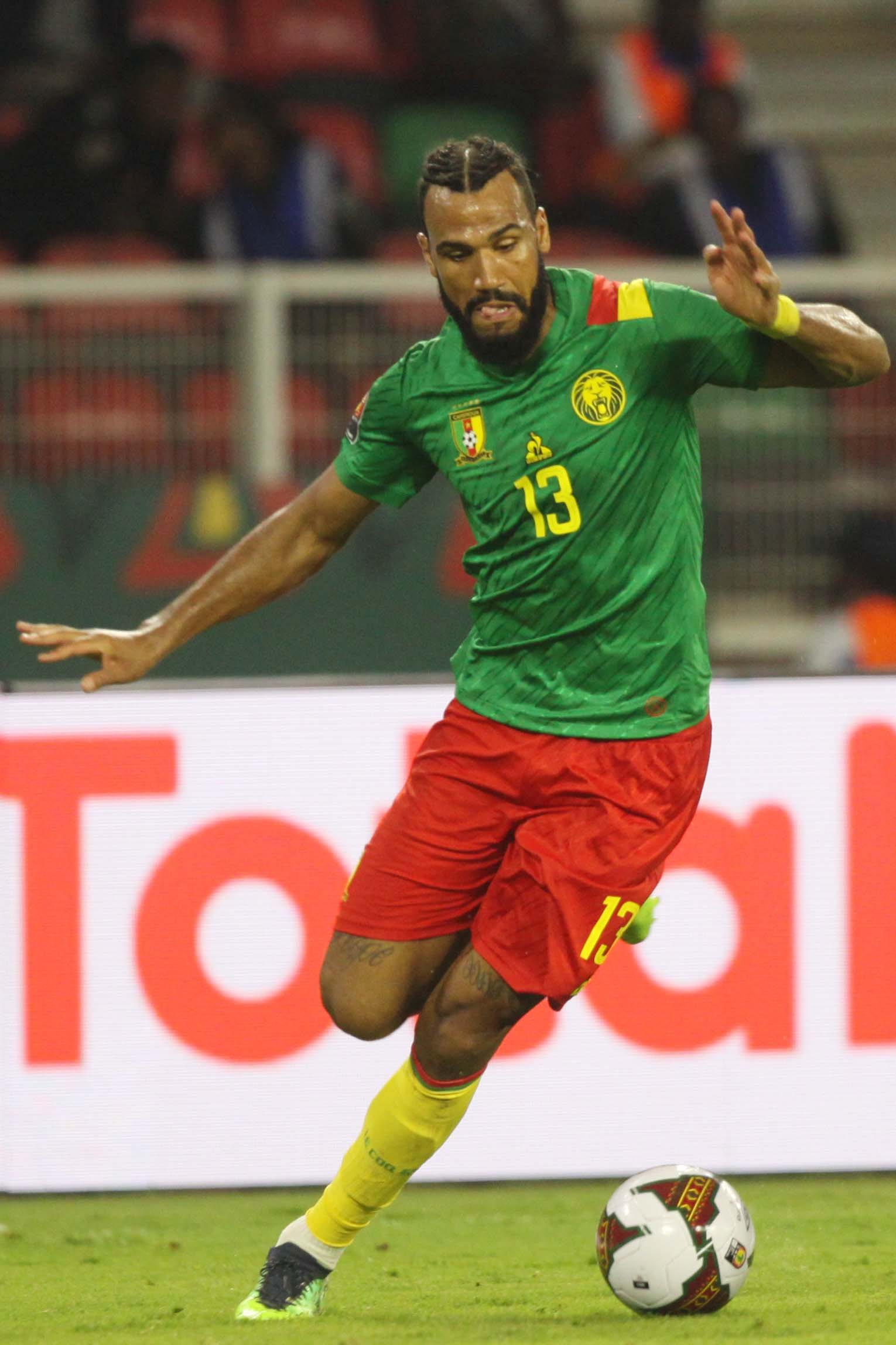
Choupo-Moting mit der kamerunischen Nationalmannschaft (2022)

Choupo-Moting war von 2006 bis 2010 deutscher Junioren-Nationalspieler und durchlief in dieser Zeit die verschiedenen Nachwuchsteams von der U18 bis zur U21.
Von Nationaltrainer Paul Le Guen wurde Choupo-Moting in den Kader der Nationalmannschaft Kameruns für die Weltmeisterschaft 2010 berufen. Er erzielte am 5. Juni 2010 beim 3:4 gegen Serbien sein erstes Länderspieltor. Am 14. Juni 2010 schließlich spielte er sich „fest“ in der Nationalmannschaft Kameruns: Bei der Niederlage gegen Japan im ersten Gruppenspiel der WM 2010 spielte er von Anfang an und durfte so endgültig nicht mehr für die deutsche Nationalmannschaft antreten. Am 19. Juni 2010 schied Kamerun frühzeitig im zweiten Gruppenspiel der Weltmeisterschaft nach einem 1:2 gegen Dänemark aus. Jedoch saß er bei diesem Spiel 90 Minuten auf der Ersatzbank.
Choupo-Moting wurde von Kameruns Nationaltrainer Volker Finke in den Kader für die Endrunde der Weltmeisterschaft 2014 in Brasilien berufen. Er kam in allen drei sieglosen Partien der Gruppenphase zum Einsatz und schied am 23. Juni 2014 mit seinem Team nach einer 1:4-Niederlage gegen Gastgeber Brasilien als Tabellenletzter aus dem Turnier aus. Choupo-Moting wurde nicht für den kamerunischen Kader beim FIFA-Konföderationen-Pokal 2017 nominiert. Im Turnier um den Afrika-Cup 2019 schied er mit der Nationalmannschaft im Achtelfinale aus, 2022 wurde er mit dem Team Dritter.
Er nahm mit der Mannschaft an der Weltmeisterschaft 2022 in Katar teil, bestritt alle drei Spiele der Gruppe G und erzielte im zweiten Spiel, beim 3:3-Unentschieden gegen die Nationalmannschaft Serbiens, mit dem Treffer zum Endstand in der 66. Minute sein einziges Turniertor. Mit Abschluss der Gruppenphase belegte er mit seiner Mannschaft den dritten Platz und schied damit aus dem Turnier aus.

## Spielweise
Choupo-Moting ist variabel in der Offensive einsetzbar. Seine Stammposition ist im Sturm, er kann aber auch auf den beiden Flügeln oder im Offensiven Mittelfeld agieren. In einem Spielsystem mit zwei Stürmern nimmt er die des spielenden Stürmers (Hängende Spitze) ein, kann aber auch als alleiniger Strafraumstürmer gebracht werden. Dank seiner Größe von 1,91 Metern ist er sehr kopfballstark und robust in Zweikämpfen. Seine größten Stärken sind seine hohe Geschwindigkeit und seine Ausdauer. Er gilt als beidfüßig, technisch starker Spieler, der enorme Qualitäten im Dribbling besitzt und auch gegen mehrere Gegenspieler bestehen kann.

## Erfolge
International
- Klub-Weltmeister: 2020

Frankreich
- Meister: 2019, 2020
- Pokalsieger: 2020
- Ligapokalsieger: 2020
- Supercupsieger: 2018, 2019

Deutschland
- Meister: 2021, 2022, 2023
- Supercupsieger: 2021, 2022

## Auszeichnungen
Choupo-Moting wurde 2007 mit der Fritz-Walter-Medaille in Silber in der Altersklasse U-18 ausgezeichnet. Als Spieler des FC Bayern München war er Teil der Mannschaft des Jahres 2020.

## Privatleben
Sein Vater stammt aus Kamerun, seine Mutter ist Deutsche. Er pflegt den Kontakt zu seinen Verwandten in Kamerun und verknüpft Länderspiele in Kamerun gerne mit Besuchen der Familie seines Vaters. Er wurde in Hamburg-Ottensen im Bezirk Altona geboren und machte am Gymnasium Altona sein Abitur. Seit 2007 ist Choupo-Moting mit Nevin Darko liiert, die er während der gemeinsamen Schulzeit am Gymnasium kennengelernt hatte. Im Sommer 2013 heirateten die beiden; das Paar hat zwei Kinder (* 2013 und 2021).